# Grafschaft
Grafschaft település Németországban, Rajna-vidék-Pfalz tartományban. Lakosainak száma 10 866 fő (2023. december 31.). Grafschaft Bad Neuenahr-Ahrweiler és Remagen községekkel határos.

## Népesség
A település népességének változása:
| Lakosok száma | 6283 | 10 914 | 10 992 | 10 969 | 10 998 | 10 866 |
|               | 1975 | 2017   | 2019   | 2021   | 2022   | 2023   |